# Eulima patula
Eulima patula är en snäckart som beskrevs av Dall och Simpson 1901. Eulima patula ingår i släktet Eulima och familjen Eulimidae. Inga underarter finns listade i Catalogue of Life.